# Mitsubishi Chariot
Mitsubishi Chariot (também chamado de Mitsubishi Space Wagon, Mitsubishi Nimbus ou Mitsubishi Expo) é um automóvel produzido pela Mitsubishi Motors entre 1983 e 2002. Tem 5 portas, de 5 à 7 lugares.
Foram produzidos 3 gerações deste carro:
- A primeira geração foi produzida entre 1983 à 1991, motor SOHC;
- A segunda geração foi produzida entre 1992 à 1997;
- A terceira geração foi produzida entre outubro de 1997 até 2003.

## Galeria
- Primeira geração (1983-1991)
- Segunda geração (1991-1997)
- Terceira geração (1997-2003)